# Laverton Airport
Laverton Airport är en flygplats i Australien. Den ligger i kommunen Laverton och delstaten Western Australia, omkring 730 kilometer nordost om delstatshuvudstaden Perth. Laverton Airport ligger 466 meter över havet.
Trakten runt Laverton Airport är nära nog obefolkad, med mindre än två invånare per kvadratkilometer.. Närmaste större samhälle är Laverton, nära Laverton Airport. 
Omgivningarna runt Laverton Airport är i huvudsak ett öppet busklandskap. Genomsnittlig årsnederbörd är 404 millimeter. Den regnigaste månaden är januari, med i genomsnitt 100 mm nederbörd, och den torraste är augusti, med 5 mm nederbörd.